# Khalid Ismaïl
Khalid Ismaïl (7 luglio 1965) è un ex calciatore emiratino, di ruolo attaccante.

## Carriera
Ha partecipato al Campionato mondiale di calcio 1990, segnando il gol della bandiera degli Emirati Arabi Uniti nella partita persa 5-1 contro la Germania Ovest.